# Psychoda aponensos
Psychoda aponensos és una espècie d'insecte dípter pertanyent a la família dels psicòdids que es troba a Borneo, Sri Lanka, Malàisia, les illes Filipines (Palawan i Mindanao), Bougainville, les illes Carolines, Nova Bretanya, Nova Guinea, Nova Irlanda i Samoa.